# 麦克马思环形山
麦克马思环形山(McMath)是月球背面北半球一座古老的大撞击坑，约形成于酒海纪，其名称取自美国工程师及业余天文学家弗朗西斯·查尔斯·麦克马思(Francis Charles McMath，1867年-1938年)和美国天文学家罗伯特·雷诺兹·麦克马思(Robert Raynolds McMath，1891年-1962年)，1970年被国际天文联合会正式批准接受。

## 描述
该陨坑西北毗邻摩尔斯环形山、西北偏北接近马尔西陨石坑；杰克逊环形山位于它的东北偏北；西侧坐落着布列季欣环形山；东北偏东为雷蒙环形山；南面横亘着列别金斯基环形山和茹科夫斯基环形山；海福德陨石坑则在它的西南偏西方。该环形山的中心月面坐标为16°38′N 166°05′W / 16.63°N 166.09°W，直径88.6公里，深度2.8公里。
麦克马思环形山外观呈多边形状，因存续期长而损毁严重。陨坑外壁平缓，在北侧、东北及南侧边缘均可见到较醒目的撞击坑；内侧壁较宽阔，显示有阶地状结构；坑内底表平坦，点缀着许多细小的陨坑。该环形山覆盖有来自杰克逊环形山的明亮射纹线。
麦克马思环形山位于狄利克雷-杰克逊盆地的西北。

## 卫星陨石坑

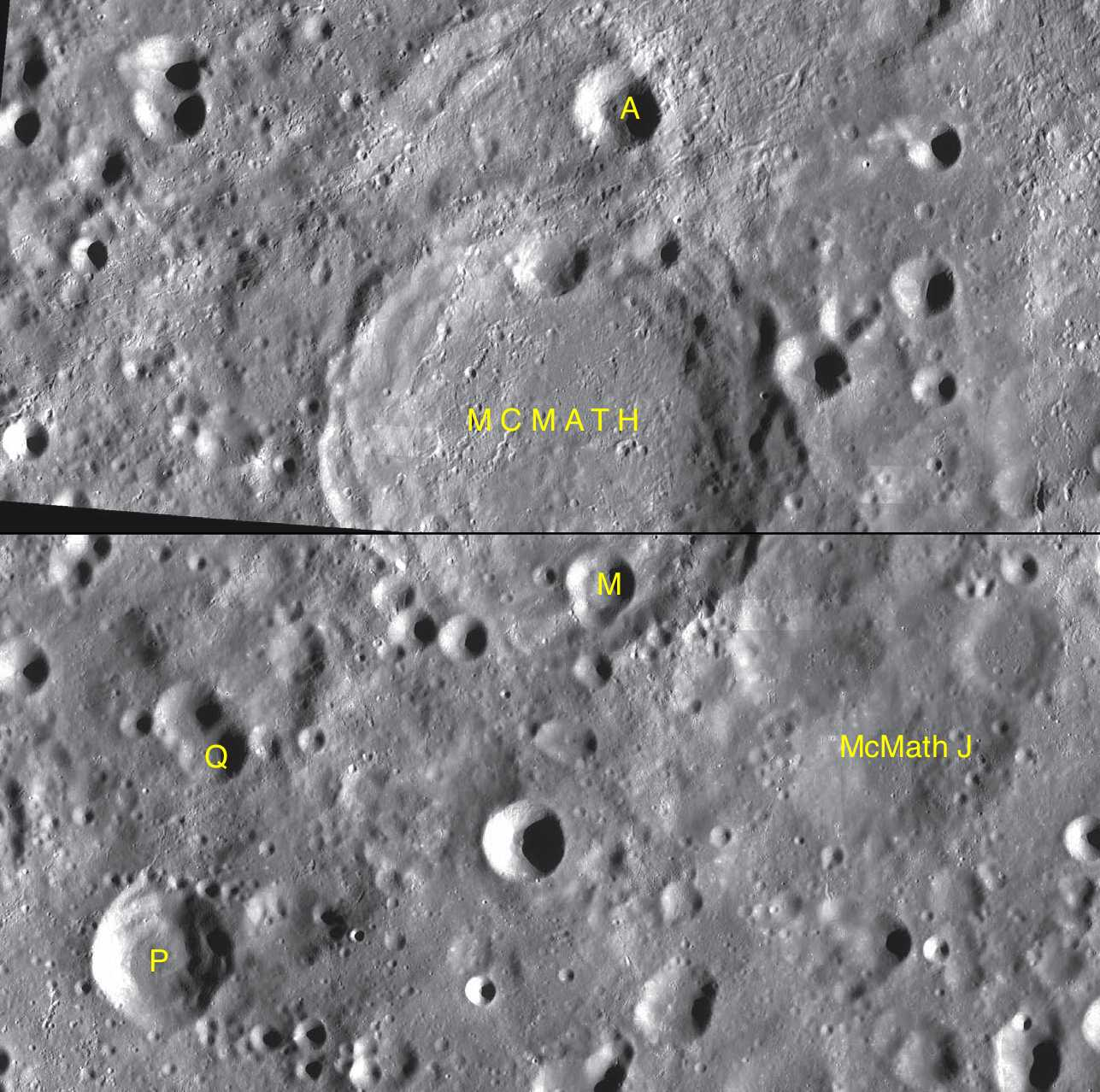
LAC-51与LAC-69拼接图

按惯例，最靠近麦克马思环形山的卫星坑在月图上以字母标注在该坑中心点的旁边。
| 麦克马思 | 纬度    | 经度     | 直径    |
| -------- | ------- | -------- | ------- |
| A        | 19.2° N | 165.3° W | 15 公里 |
| J        | 14.8° N | 163.3° W | 36 公里 |
| M        | 16.1° N | 165.5° W | 15 公里 |
| P        | 13.4° N | 168.6° W | 28 公里 |
| Q        | 14.5° N | 167.7° W | 20 公里 |

## 另请参阅
- 小行星1955 麦克马思